# Química instrumental
El análisis instrumental es un campo de la química analítica que investiga analitos utilizando instrumentos científicos.

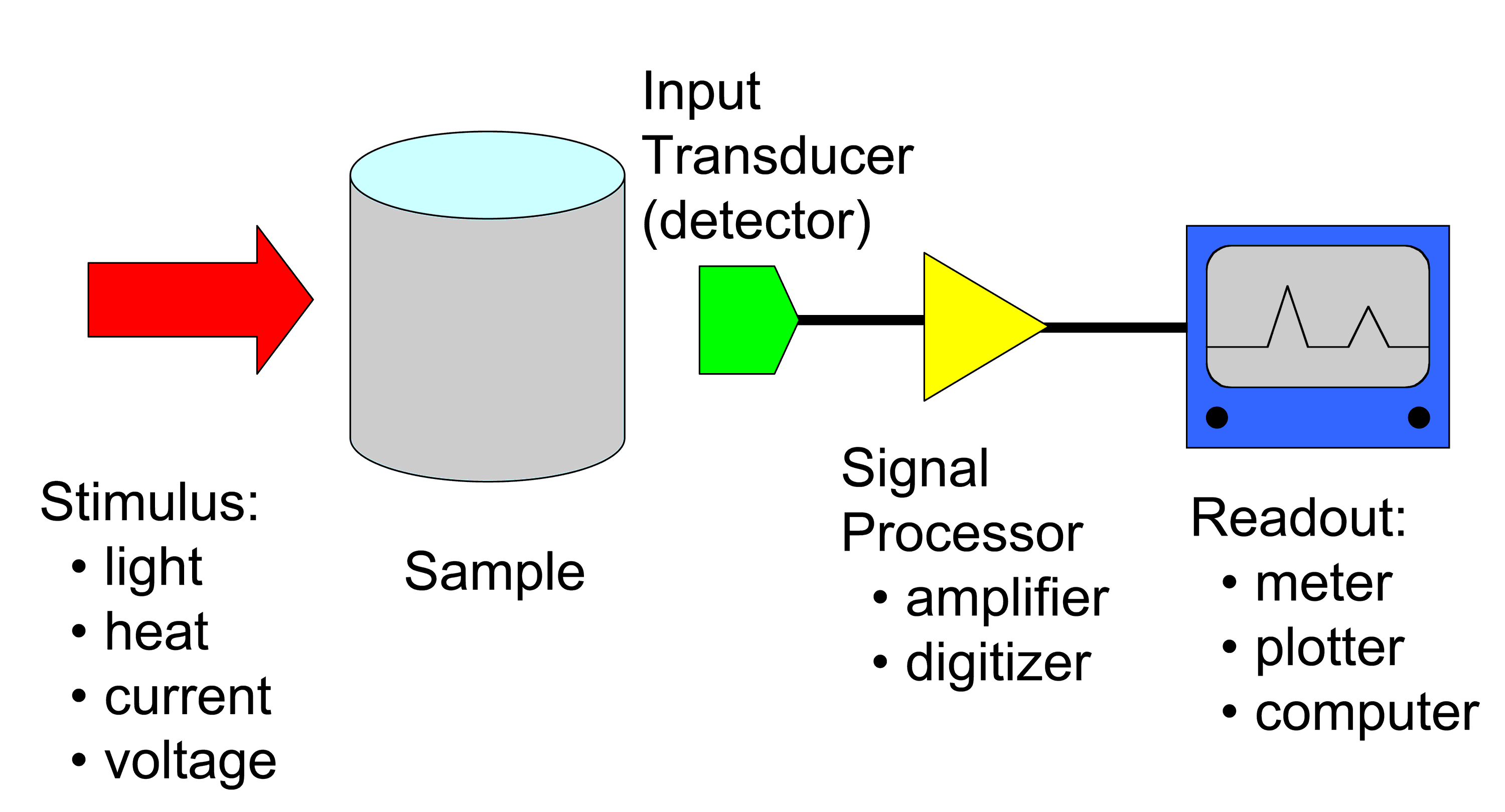
Diagrama de bloques de un instrumento analítico que muestra el estímulo y la medición de la respuesta.

## Espectroscopia
La espectroscopia mide la interacción de las moléculas con la radiación electromagnética. La espectroscopia consta de muchas aplicaciones diferentes, como la espectroscopia de absorción atómica, la espectroscopia de emisión atómica, la espectroscopia ultravioleta-visible, la espectroscopia de fluorescencia de rayos X, la espectroscopia infrarroja, la espectroscopia Raman, la espectroscopia de resonancia magnética nuclear, la espectroscopia de fotoemisión, la espectroscopia de Mössbauer y la espectroscopia de dicroísmo circular.

## Espectroscopia nuclear
Los métodos de espectroscopia nuclear utilizan las propiedades de un núcleo para sondear las propiedades de un material, especialmente la estructura local del material. Los métodos comunes incluyen la espectroscopia de resonancia magnética nuclear (RMN), la espectroscopia de Mössbauer (MBS) y la correlación angular perturbada (PAC).

## Espectrometría de masas
La espectrometría de masas mide la relación masa-carga de las moléculas utilizando campos eléctricos y magnéticos. Hay varios métodos de ionización: ionización electrónica, ionización química, electrospray, bombardeo de átomos rápidos, desorción/ionización láser asistida por matriz y otros. Además, la espectrometría de masas se clasifica según los enfoques de los analizadores de masas: sector magnético, analizador de masas de cuadrupolo, trampa de iones de cuadrupolo, tiempo de vuelo, resonancia de ciclotrón de iones por transformada de Fourier, etc.

## Cristalografía
La cristalografía es una técnica que caracteriza la estructura química de los materiales a nivel atómico mediante el análisis de los patrones de difracción de la radiación electromagnética o las partículas que han sido desviadas por los átomos del material. Los rayos X son los más utilizados. A partir de los datos sin procesar, se puede determinar la ubicación relativa de los átomos en el espacio.

## Análisis electroquímico
Los métodos electroanalíticos miden el potencial eléctrico en voltios y/o la corriente eléctrica en amperios en una celda electroquímica que contiene el analito. Estos métodos se pueden categorizar según qué aspectos de la célula se controlan y cuáles se miden. Las tres categorías principales son potenciometría (se mide la diferencia en los potenciales de los electrodos), culombimetría (la corriente de la celda se mide a lo largo del tiempo) y voltamperometría (la corriente de la celda se mide mientras se altera activamente el potencial de la celda).

## Análisis térmico
La calorimetría y el análisis termogravimétrico miden la interacción de un material y el calor.

## Separación
Los procesos de separación se utilizan para disminuir la complejidad de las mezclas de materiales. La cromatografía y la electroforesis son representativas de este campo.

## Técnicas híbridas
Las combinaciones de las técnicas anteriores producen técnicas "híbridas" o "con guión". Varios ejemplos son de uso popular hoy en día y se están desarrollando nuevas técnicas híbridas.
Las técnicas de separación con guion se refieren a una combinación de dos o más técnicas para separar los productos químicos de las soluciones y detectarlos. La mayoría de las veces, la otra técnica es alguna forma de cromatografía. Las técnicas con guion son ampliamente utilizadas en química y bioquímica. A veces se usa una barra inclinada en lugar de un guion, especialmente si el nombre de uno de los métodos contiene un guion.
Ejemplos de técnicas con guion:
- Cromatografía de gases-espectrometría de masas (GC-MS)
- Cromatografía líquida-espectrometría de masas (LC-MS)
- Cromatografía líquida - Espectroscopia infrarroja (LC-IR)
- Cromatografía líquida de alta eficacia / ionización por electrospray - espectrometría de masas (HPLC/ESI-MS)
- Cromatografía: detección de matriz de diodos (LC-DAD)
- Electroforesis capilar - Espectrometría de masas (CE-MS)
- Electroforesis capilar - Espectroscopia ultravioleta-visible (CE-UV)
- Espectrometría de movilidad iónica-espectrometría de masas
- Espectrómetro de masas trocoidal alargado

## Microscopía
La visualización de moléculas individuales, células biológicas individuales, tejidos biológicos y nanomateriales es un enfoque muy importante y atractivo en la ciencia analítica. Además, la hibridación con otras herramientas analíticas tradicionales está revolucionando la ciencia analítica. La microscopía se puede clasificar en tres campos diferentes: microscopía óptica, microscopía electrónica y microscopía de sonda de barrido . Recientemente, este campo ha progresado rápidamente debido al rápido desarrollo de las industrias de computadoras y cámaras.

## Lab-on-a-chip
Dispositivos que integran múltiples funciones de laboratorio en un solo chip de unos pocos milímetros cuadrados o centímetros de tamaño y que son capaces de manejar volúmenes de fluidos extremadamente pequeños hasta menos de picolitros.